# مریل دیویس
مریل الیزابت دِیویس (به انگلیسی: Meryl Elizabeth Davis) (زادهٔ ۱ ژانویهٔ ۱۹۸۷) ورزشکار رقص روی یخ اهل ایالات متحده آمریکاست. او با همراهی چارلی وایت مدال طلای اسکیت نمایشی در المپیک زمستانی ۲۰۱۴ سوچی، دو بار قهرمانی جهان (۲۰۱۱ و ۲۰۱۳)، مدال نقرهٔ المپیک زمستانی ۲۰۱۰ ونکوور، دو مدال نقرهٔ قهرمانی جهان (۲۰۱۰ و ۲۰۱۲)، پنج بار قهرمانی مسابقات جایزه بزرگ (۲۰۰۹–۲۰۱۳) و سه بار قهرمانی بازی‌های چهار قاره (۲۰۰۹، ۲۰۱۱، ۲۰۱۳) را در کارنامه دارد.